# Ан Пери
Ан Пери (на английски: Anne Perry), с рождено име Джулиет Марион Хюм (Juliet Marion Hulm), е английска писателка, авторка на произведения в жанровете криминален роман, съвременен и исторически трилър и документалистика.

## Биография и творчество
Родена е на 28 октомври 1938 г. в Лондон, Англия, в семейството на физика д-р Хенри Хюм. Като дете на 6 години е диагностицирана с туберкулоза и е изпратена при приемно семейство на Бахамските острови и в Южна Африка с очакването по-топлият климат да подобри здравето ѝ.
На 13 години се връща в семейството си, след като баща ѝ заема длъжността ректор на университетския колеж в Кентърбъри в Нова Зеландия. Учи в девическата гимназия в Крайстчърч. Там се сприятелява с Полин Паркър, а обсесивната им връзка достига до себепоставяне във въображаем живот. През 1954 г. родителите на Хюм се развеждат и тя трябва да замине за Южна Африка, за да остане при свой роднина. Полин не получава разрешение от майка си да замине с нея и те я убиват, инсценирайки нещастен случай. Момичетата са разкрити, задържани и осъдени. Поради ненавършено пълнолетие избягват смъртно наказание и получават петгодишни присъди. По случая са направени редица книги и филми, включително „Божествени създания“ с участието на Кейт Уинслет и Мелани Лински.
След освобождаването ѝ от затвора през ноември 1959 г. Хюм се връща в Англия, където се установява. Работи като стюардеса. Известно време живее в САЩ, където през 1968 г. се присъединява към Църквата на Исус Христос на светиите от последните дни. Джулиет Хюм променя името си на Ан Пери по фамилното име на баща си. Бившата ѝ самоличност е разкрита чак през 1994 г. след излизането на филма. По-късно се установява в шотландското село Портмахомак, където живее с майка си.
Първият ѝ роман „Палачът от Катър Стрийт“ (The Cater Street Hangman) от поредицата „Шарлът и Томас Пит“ е издаден през 1979 г.
Нейните творби обикновено попадат в една от няколко категории в криминалния жанр, включително исторически мистерии за убийства и криминални загадки. Много от тях имат редица повтарящи се герои, като най-важният е Томас Пит, който се появява в първия ѝ роман, и частният следовател Уилям Монк, който се появява в романа ѝ „Лицето на странника“ от 1990 г. Разказът й „Герои“ от 1999 г. печели наградата „Едгар“ за 2001 г.
През 2001 г. участва в популярния за началото на века литературен експеримент, в който няколко автори пишат съвместно едно произведение. Всичките 13 авторки заедно създават романа „Фениксът дойде гол“ (Naked Came the Phoenix).
През 2004 г. участва отново и заедно с Кайли Линдс, Рита Мей Браун, Катрин Невил, Линда Феърстийн, Дженифър Крузи, Хедър Греъм, Кей Хупър, Лиса Гарднър, Кати Райкс, Джули Смит, Тина Уайнскот, и под редакцията на Марша Тали, създават романа „Бих убил за това“ (I'd Kill for That).
През 2017 г. Ан Пери напуска Шотландия и се мести в Холивуд с цел по-ефективно популяризиране на филми, базирани на нейните романи. Умира в Лос Анджелис на 10 април 2023 г.

## Произведения

### Самостоятелни романи
- Fashionable Funeral (1992)[1][2][3]
- A Dish Taken Cold (1998)
- The One Thing More (2000)
- Naked Came the Phoenix (2001) – с Невада Бар, Мери Джейн Кларк, Диана Габалдон, Фей Келерман, Джудит Джанс, Лори Р. Кинг, Вал Макдърмид, Пам и Мери О'Шонъси, Марша Тали, Нанси Пикард, Дж. Д. Роб и Лайза Скоталайн
- I'd Kill for That (2004) – с Рита Мей Браун, Дженифър Крузи, Линда Феърстийн, Кей Хупър, Хедър Греъм, Катрин Невил, Лиса Гарднър, Кати Райкс, Джули Смит и Тина Уейнскот
- The Sheen on the Silk (2010)

### Поредица „Шарлът и Томас Пит“ (Charlotte and Thomas Pitt)
1. The Cater Street Hangman (1979)[1][2][3]
2. Callander Square (1980)
3. Paragon Walk (1981)
4. Resurrection Row (1981)
5. Rutland Place (1983)
6. Bluegate Fields (1984)
7. Death in the Devil's Acre (1985)
8. Cardington Crescent (1987)
9. Silence in Hanover Close (1988)
10. Bethlehem Road (1990)
11. Highgate Rise (1991)
12. Belgrave Square (1992)
13. Farriers' Lane (1993)
14. The Hyde Park Headsman (1994)
15. Traitors' Gate (1995)
16. Pentecost Alley (1996)
17. Ashworth Hall (1997)
18. Brunswick Gardens (1998)
19. Bedford Square (1999)
20. Half Moon Street (1998)
21. The Whitechapel Conspiracy (2001)
22. Southampton Row (2002)
23. Seven Dials (2003)
24. Long Spoon Lane (2005)
25. Buckingham Palace Gardens (2008)
26. Betrayal at Lisson Grove (2010) – издаден и като „Treason at Lisson Grove“
27. Dorchester Terrace (2011)
28. Midnight at Marble Arch (2012)
29. Death on Blackheath (2012)
30. The Angel Court Affair (2014)
31. Treachery at Lancaster Gate (2015)
32. Murder on the Serpentine (2016)

### Поредица „Уилям Монк“ (William Monk)
1. The Face of a Stranger (1990)[1][2][3]
Лицето на странника, изд. „Панорама груп“ (2010), прев. Ирина Касаветова
2. A Dangerous Mourning (1991)
3. Defend and Betray (1992)
4. A Sudden, Fearful Death (1993)
5. The Sins of the Wolf (1994)
6. Cain His Brother (1995)
7. Weighed in the Balance (1996)
8. The Silent Cry (1997)
9. The Whited Sepulchres (1997) – издаден и като „A Breach of Promise“
10. The Twisted Root (1999)
11. Slaves of Obsession (2000)
12. Funeral in Blue (2001)
13. Death of a Stranger (2002)
14. The Shifting Tide (2004)
15. Dark Assassin (2006)
16. Execution Dock (2009)
17. Acceptable Loss (2011)
18. A Sunless Sea (2012)
19. Blind Justice (2013)
20. Blood on the Water (2014)
21. Corridors of the Night (2015)
22. Revenge in a Cold River (2016)
23. An Echo of Murder (2017)
24. Dark Tide Rising (2018)

### Поредица „Татеа“ (Tathea)
1. Tathea (1999)[1][2][3]
2. Come Armageddon (2001)

### Поредица „Първа световна война“ (Reavley)
1. No Graves as Yet (2003)[1][2][3]
2. Shoulder the Sky (2004)
3. Angels in the Gloom (2005)
4. At Some Disputed Barricade (2006)
5. We Shall Not Sleep (2007)

### Поредица „Коледни мистерии“ (Christmas)
1. A Christmas Journey (2003) – издаден и като „Journey Towards Christmas“[1][2][3]
2. A Christmas Visitor (2004)
3. A Christmas Guest (2005)
4. A Christmas Secret (2006)
5. A Christmas Beginning (2007)
6. A Christmas Grace (2008)
7. A Christmas Promise (2009)
8. A Christmas Odyssey (2010)
9. A Christmas Homecoming (2011)
10. A Christmas Garland (2012)
11. A Christmas Hope (2013)
12. A New York Christmas (2014)
13. A Christmas Escape (2015)
14. A Christmas Message (2016)
15. A Christmas Return (2017)
16. A Christmas Revelation (2018)
17. A Christmas Gathering (2019)
18. A Christmas Resolution (2020)

### Поредица „Часовникът“ (Timepiece)
1. Tudor Rose (2011)[1][2][3]
2. Rose of No Man's Land (2011)
3. Blood Red Rose (2012)
4. Rose Between Two Thorns (2012)

### Поредица „Загадките на Даниел Пит“ (Daniel Pitt Mystery)
1. Twenty-One Days (2017)[1][2][3]
2. Triple Jeopardy (2018)
3. One Fatal Flaw (2019)
4. Death with a Double Edge (2020)

### Поредица „Елена Станиш“ (Elena Standish)
1. Death in Focus (2019)[1][2][3]
2. A Question of Betrayal (2020)
3. A Darker Reality (2021)

### Сборници
- Criminal records (1999) – със Стивън Соломита, Робърт Барнард, К. К. Константин, Мери Ан Кели[1][2][3]
Алената кръв на революцията: сборник криминални новели, изд. „Аргус“ (2002), прев. Веселин Мечков, Емануел Икономов, Здравка Евтимова, Радослав Цанчев
- Dangerous women (2005) – с Джон Конъли, Иън Ранкин, Джефри Дивър, Майкъл Конъли, Ед Макбейн, Лора Липман, Нелсън Демил, Уолтър Мозли, Томас Х. Кук, Андрю Клаван, Лоренцо Каркатера, Дж. А. Джанс, Елмор Ленард, Джей Макинърни, С. Дж. Роузан
Опасни жени: сборник разкази, изд.: ИК „Прозорец“, София (2007), прев. Мария Симеонова

### Участие в общи серии с други писатели

#### Поредица „Злобни домакини“ (Malice Domestic)
6. Malice Domestic 6 (1997)
има още 14 романа от различни автори

### Поредица „Най-търсения“ (Most Wanted)
- Heroes (2007)

има още 6 романа от различни автори

#### Поредица „Библиографски мистерии“ (Bibliomysteries)
2. The Scroll (2012)
има още 39 романа от различни автори

### Документалистика
- Letters From The Highlands (2004)[1][3]
- Put Your Heart On The Page: An Introduction To Writing (2014)
- Put Your Heart On The Page: Plotting To Enrich Your Back Story (2015)

### Екранизации
- 1998 The Cater Street Hangman – тв филм, с Йоан Маккарти, Кийли Хоуз и Питър Игън